# Letra chica

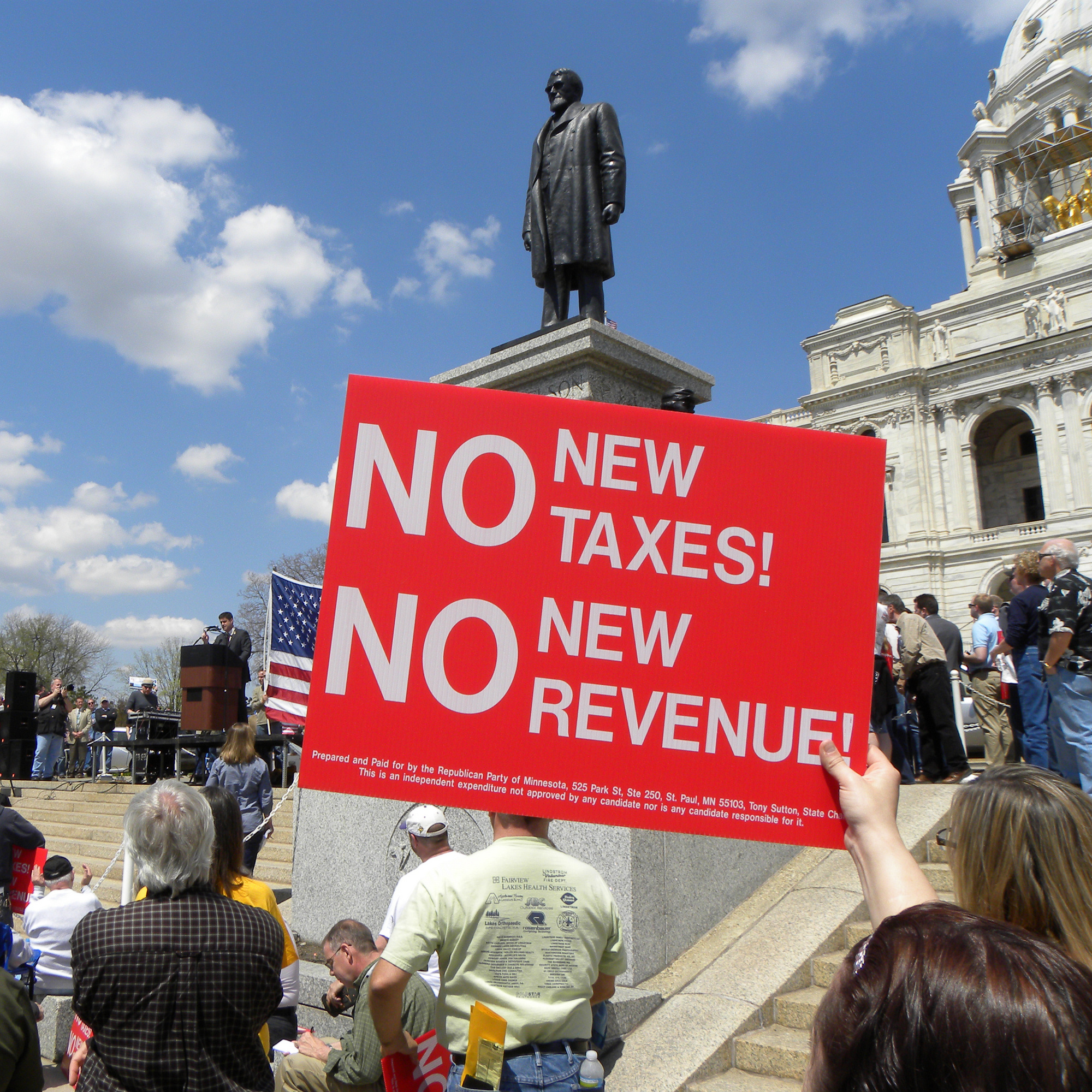
Manifestación anual por la reducción de impuestos en el capitolio estatal de Minnesota. Los manifestantes conservadores afirman querer impuestos más bajos y un gobierno más pequeño. La letra pequeña explica que el cartel fue elaborado por el Partido Republicano de Minnesota.

La letra chica, letra pequeña, letra menuda o letra hormiga es la letra impresa en un tamaño reducido, de forma que resulta poco legible.
Se utiliza habitualmente en publicidad para describir las condiciones del producto o servicio anunciado, reservando un tamaño de letra mayor para describir sus supuestas ventajas. También se emplea en los contratos para describir los términos de uso. A veces se usa para ocultar cláusulas abusivas o que van en perjuicio del consumidor. Por ejemplo, la letra pequeña puede eximir al vendedor de su responsabilidad en un gran número de situaciones.
Esta técnica se puede combinar con otras que reducen aún más la legibilidad del mensaje, como el uso de un contraste reducido entre el texto y el fondo o, en el caso de la publicidad televisiva, haciendo que el mensaje se desplace por la pantalla a una velocidad excesiva. La letra pequeña a menudo es ilegible, por ejemplo, cuando la imagen es borrosa, de baja resolución o la vista del espectador está afectada.
Las asociaciones de consumidores a menudo reclaman una legislación que limite el uso de la letra pequeña por parte de las empresas, por ejemplo, estableciendo un tamaño mínimo del texto de los contratos para asegurar su legibilidad.
En algunos Estados de la Unión Europea ya existe una regulación sobre el Tamaño de letra de los contratos. En Francia la letra pequeña no puede ser inferior a 8 puntos; En Portugal no puede ser inferior a 2,5 milímetros (equivalente a tamaño 7 en Punto tipográfico) o alternativamente 11 puntos; En España hasta 2022 el tamaño de la letra de los contratos con consumidores no podía ser inferior a 1,5 milímetros. A partir del 1 de junio de 2022, el tamaño mínimo es de 2,5 milímetros.(equivalente a tamaño 7 en Punto tipográfico).

## Letra chica verbal
Algunos comerciales de radio y televisión terminan con una frase rápida, que es apenas audible o comprensible para la mayoría. Si bien es este mismo mensaje el que establece todas las exenciones de responsabilidad, a menudo se expresa demasiado rápido para que el espectador o el oyente lo comprenda. A menudo, esto se combina con una música de fondo agradable e imágenes positivas, lo que a su vez hace que el consumidor no se centre en el aviso.